# ВАЗ 2103
ВАЗ 2103 е автомобил, произвеждан от 1972 до 1984 г. във Волжкия автомобилен завод.

## История
През 1967 г. на пазара е пуснат Фиат 125, който е прототип на ВАЗ 2103. По-късно е подписан договор между Фиат и ВАЗ, според който Фиат трябва да предостави на ВАЗ пълната документация за производството на два автомобила - Фиат 124 и Фиат 125. Автомобилите са одобрени и започва производството на съответно ВАЗ 2101 (1970 г.), а две години по-късно и на по-мощния модел ВАЗ 2103.
Двигателят на ВАЗ 2103 е 1.5-литров с мощност от 75 к.с. и ускорява автомобила от 0 до 100 км/ч за 19 секунди. Разликите в интериора спрямо ВАЗ 2101 е увеличеното пространство в купето, както и промененото арматурно табло.
За 12 години са произведени общо 1.304.899 бройки ВАЗ 2103.

## Модификации
- ВАЗ-2103 – първоначалният вариант; двигателят е 1500 куб. см.
- ВАЗ-21033 – двигателят е 1300 вместо 1500 куб. см.
- ВАЗ-21035 – двигателят е 1200 куб. см.

## ВАЗ-2103 в киното
Автомобилите ВАЗ-2103 нееднократно са използвани при заснимането на филми. Такъв автомобил може да се види в популярни съветски филми като „Ирония на съдбата“, „Невероятните приключения на италианци в Русия“ и други.

## Галерия
- Fiat 124 Special
- Лада 2103
- Лада 2103

|  | Тази страница частично или изцяло представлява превод на страницата „ВАЗ-2103“ в Уикипедия на руски. Оригиналният текст, както и този превод, са защитени от Лиценза „Криейтив Комънс – Признание – Споделяне на споделеното“, а за съдържание, създадено преди юни 2009 година – от Лиценза за свободна документация на ГНУ. Прегледайте историята на редакциите на оригиналната страница, както и на преводната страница, за да видите списъка на съавторите. ВАЖНО: Този шаблон се отнася единствено до авторските права върху съдържанието на статията. Добавянето му не отменя изискването да се посочват конкретни източници на твърденията, които да бъдат благонадеждни. |